# جان نویل (هنرپیشه)
جان نویل (انگلیسی: John Neville؛ ‏ ۲ مهٔ ۱۹۲۵ – ۱۹ نوامبر ۲۰۱۱) بازیگر و صداپیشه اهل بریتانیا بود.
از فیلم‌ها یا برنامه‌های تلویزیونی که وی در آن نقش داشته است، می‌توان به ماجراهای ژرار، عنصر پنجم، روز گردش بچه، زنان کوچک، سفر به مرکز زمین، جاده‌ای به ولویل، خداحافظ عاشق و ماجراهای بارون مایچوزن اشاره کرد.